# María Margarita Guerra Zúñiga
María Margarita Guerra Zúñiga (Fundación, Magdalena, 6 de diciembre de 1986) es una abogada, especialista y magíster en Derecho Público de la Universidad del Norte de Barranquilla.
Con más de 12 años de experiencia en el sector público en los cuales se desempeñó como secretaria general y de gobierno de Concordia Magdalena y de Algarrobo Magdalena, coordinadora regional de la unidad para las víctimas, asesora de despacho de diferentes alcaldías del departamento del Magdalena entre las cuales tuve la oportunidad de asesorar y elaborar políticas públicas de primera infancia, adolescencia, juventud. Políticas públicas de afros, discapacidad, envejecimiento y vejez, Juventudes, y LGTBI. También se desempeñó como asesora jurídica de la Secretaría de educación departamental
Actualmente es diputada de la Asamblea Departamental del Magdalena, electa el 29 de octubre de 2023, por el entonces partido político Fuerza Ciudadana, y posesionada el 1 de enero de 2024.
Asamblea Departamental
Actualmente cumple la función de presidenta de la Comisión Primera, del Plan de Desarrollo.
Como se define Margarita Guerra?
Margarita se define como una persona activa, creativa y a la que le gusta mucho ayudar. Estuvo vinculada al bufete de abogados Emil Vilardy haciendo sus pasantías y posteriormente hizo su judicatura en la Sala Civil de la Corte Suprema de Justicia y hasta octubre del 2022 estuvo vinculada al personal jurídico del área metropolitana de Barranquilla.
Es una joven amiga de sus amigos que tiene claros sus objetivos y que ama su departamento. Conoce sus potencialidades y en el último tiempo se ha dedicado a recorrerlo para descubrir sus secretos y darlos a conocer al mundo.
Madre cabeza de hogar de dos niños: Alejandro y Nicolás. Padre: José Luis Guerra Gnecco. Medre: Mercedes Elena Zúñiga Rodríguez.(fallecida) Hermano de padre y madre Elkin de Jesús Guerra Zúñiga.

## Los Cuatro Pilares Fundamentales de la Gestión de la Diputada Margarita Guerra
La gestión de la diputada Margarita Guerra se basa en cuatro pilares fundamentales que reflejan su compromiso con el desarrollo integral de la comunidad. Estos pilares son Democracia, Justicia, Seguridad Económica y Vida Social, cada uno de los cuales es esencial para construir una sociedad más equitativa, próspera y cohesionada. A continuación, exploramos cómo cada uno de estos pilares guía las acciones y políticas implementadas por la diputada para mejorar la vida de los ciudadanos.
Democracia: Margarita Guerra promueve la participación ciudadana activa y transparente en todos los procesos políticos, asegurando que cada voz sea escuchada y respetada. Su enfoque se centra en fortalecer las instituciones democráticas y fomentar una cultura de responsabilidad y rendición de cuentas.
Justicia: El compromiso de Margarita con la justicia se manifiesta en su trabajo para garantizar que todos los ciudadanos tengan acceso equitativo a un sistema judicial justo e imparcial. A través de políticas y reformas, busca proteger los derechos humanos y asegurar que cada persona reciba un trato justo ante la ley.
Seguridad Económica: Para Margarita, una economía fuerte y sostenible es crucial para el bienestar de la comunidad. Sus iniciativas incluyen el apoyo a pequeñas y medianas empresas, la creación de empleos y la promoción de un desarrollo económico equilibrado que beneficie a todos los sectores de la sociedad.
Vida Social: Reconociendo la importancia del bienestar social, Margarita trabaja para mejorar la calidad de vida de los ciudadanos mediante el apoyo a iniciativas culturales, deportivas y recreativas. Su objetivo es crear un entorno donde todos puedan participar activamente y prosperar en una comunidad cohesionada y vibrante.

## En que se centra la gestión de la diputada Margarita Guerra?
Impulsar el Futuro de Nuestros Jóvenes
Estamos comprometidos con mejorar la calidad de la educación, asegurando que todos los jóvenes tengan acceso a oportunidades educativas equitativas y de alta calidad. Trabajamos en políticas que fortalecen el sistema educativo, apoyan a los maestros y mejoran la infraestructura escolar para crear un entorno de aprendizaje óptimo.
- Implementación de Programas de Becas.
- Mejora de Infraestructura Escolar.
- Capacitación Docente

Impulsar el Crecimiento y la Sostenibilidad
Nuestro trabajo es incansable en pro de fortalecer la economía local, promoviendo políticas que estimulan el crecimiento sostenible, apoyan a las empresas y crean empleos. Nos enfocamos en desarrollar iniciativas que aseguren un futuro próspero y equitativo para todos los ciudadanos.
- Creación de Programas de Apoyo para pymes
- Aumento del Empleo Loca
- Fomento del Desarrollo Sostenible

Fomentar la Identidad y la Expresión Artística
Para nosotros es importante promover la cultura local, apoyando iniciativas que celebran nuestra identidad y diversidad. A través de programas y políticas culturales, buscamos enriquecer la vida de los ciudadanos y fortalecer el sentido de comunidad.
- Organización de Festivales Culturales
- Apoyo a Artistas y Creadores
- Restauración de Patrimonio Histórico

Promoviendo el Empleo y los Derechos de los Trabajadores
Estamos comprometidos en fortalecer el sector laboral, promoviendo políticas que garanticen empleos dignos, la protección de los derechos de los trabajadores y condiciones laborales justas. Trabajamos para crear un entorno donde todos los ciudadanos puedan acceder a oportunidades de empleo seguro y bien remunerado.
- Creación de Programas de Capacitación Laboral
- Mejora en las Condiciones Laborales
- Fomento del Empleo Juvenil

Mejorando el Bienestar y el Acceso a Servicios Médicos
Nuestra prioridad es mejorar el sistema de salud, asegurando que todos los magdalenenses tengan acceso a servicios médicos de calidad. A través de políticas y programas de salud pública, trabajamos para promover el bienestar y la prevención de enfermedades en nuestra comunidad.
- Ampliación de la Cobertura de Salud
- Mejoras en Infraestructura Sanitaria
- Programas de Prevención y Educación en Salud

Sitio Web: https://margaritaguerra.co/